# Universidad María Auxiliadora
La Universidad María Auxiliadora (UMA) es una universidad privada con sede en el distrito de San Juan de Lurigancho, Lima, Perú. Fue creada según Resolución N.º 649-2011-CONAFU del 22 de diciembre de 2011, y licenciada por SUNEDU mediante la Resolución 143-2018-SUNEDU/CD del 18 de octubre de 2018.
La Universidad María Auxiliadora inició su funcionamiento con tres carreras profesionales, posteriormente se agregaron dos más. En 2020 Sunedu autorizó el funcionamiento de dos carreras profesionales, sumando un total de siete carreras de pregrado. Fue la primera universidad en Perú en ofrecer la carrera de Ingeniería de Inteligencia Artificial. 

## Áreas académicas

### Pregrado
| Área                              | Programas académicos |
| --------------------------------- | --- |
| Facultad de Farmacia y Bioquímica | - Farmacia y Bioquímica. |
| Facultad de Ingeniería y Negocios | - Ingeniería de Inteligencia Artificial - Administración y Negocios Internacionales - Contabilidad y Finanzas - Administración y Marketing                                |
| Facultad de Ciencias de la Salud  | - Enfermería - Psicología - Nutrición y Dietética - Tecnología Médica en Terapia Física y Rehabilitación - Tecnología Médica en Laboratorio Clínico y Anatomía Patológica |

### Posgrado
| Área      | Programas académicos                                           |
| --------- | -------------------------------------------------------------- |
| Maestrías | - Salud pública - Maestría en Administración de Empresas (MBA) |